# Scolobates nigripennis
Scolobates nigripennis är en stekelart som beskrevs av Frédéric Jules Sichel 1860. Scolobates nigripennis ingår i släktet Scolobates och familjen brokparasitsteklar. Inga underarter finns listade i Catalogue of Life.